# Operator publicznego transportu zbiorowego
Operator publicznego transportu zbiorowego – samorządowy zakład budżetowy lub przedsiębiorca uprawniony do prowadzenia działalności gospodarczej w zakresie przewozu osób, który zawarł z organizatorem publicznego transportu zbiorowego umowę o świadczenie usług w zakresie publicznego transportu zbiorowego, na linii komunikacyjnej określonej w umowie.
Operator publicznego transportu kolejowego – operator publicznego transportu zbiorowego w zakresie odnoszącym się do pasażerskich przewozów kolejowych.